# 謝烏茨鄉
46°59′N 24°39′E / 46.983°N 24.650°E
謝烏茨鄉（羅馬尼亞語：Comuna Șieuț, Bistrița-Năsăud），是羅馬尼亞的鄉份，位於該國西北部，由比斯特里察-訥瑟烏德縣負責管轄，面積63平方公里，海拔高度457米，2007年人口2,779，人口密度每平方公里44人。